# 四方諒二
四方 諒二（しかた りょうじ、1896年〈明治29年〉4月28日 - 1977年〈昭和52年〉12月13日）は、日本の陸軍軍人。最終階級は陸軍少将。

## 経歴
兼松商店の役員であった四方素の二男として神戸市で生れる。第一神戸中学校、大阪陸軍地方幼年学校、中央幼年学校を経て、1917年（大正6年）5月、陸軍士官学校（29期）を卒業し、同年12月、歩兵少尉に任官し歩兵第19連隊付となる。1924年（大正13年）3月、陸軍委託学生として学んだ東京外国語学校（独語）を修了。1927年（昭和2年）6月、兵科を憲兵科に移し憲兵大尉となり、咸興憲兵分隊長となった。
小倉憲兵分隊長を経て、1930年（昭和5年）4月から3年間、陸軍派遣学生として東京帝国大学法学部で学ぶ。
以後、ハルピン伝家甸憲兵分隊長、関東憲兵隊司令部員、久留米憲兵隊長、憲兵司令部員、憲兵司令部第2課長などを歴任し、1941年（昭和16年）3月、憲兵大佐に昇進。同年11月、中支那派遣憲兵隊長、東京憲兵隊長、憲兵司令部本部長兼東京憲兵隊長、上海憲兵隊長、中支那派遣憲兵隊司令官などを経て、1945年（昭和20年）6月、陸軍少将に進級した。東條英機が関東軍憲兵司令官だった際に副官をつとめ、東條側近として知られた。
戦後、BC級戦犯容疑で逮捕された。1948年（昭和23年）1月31日、公職追放仮指定を受け、同年2月、無罪判決を受け釈放され、同年8月に復員した。その後は逼塞し、公の場に全く出なかったが、毎月の東條の命日には東條家の訪問を欠かさなかった。

## エピソード
東條内閣末期の1944年7月、四方は密かに東條倒閣運動に加わっていた国務大臣兼軍需次官の岸信介を訪れ、軍刀を立てながら「東條総理大臣が右向け右、左向け左と言えば、閣僚はそれに従うべきではないか！ それを総理の意見に反対するとは何事か！」と一喝した。しかし岸はひるまず「黙れ兵隊！ お前のようなことを言う者がいるから、東條さんはこの頃評判が悪いのだ。日本において右向け右、左向け左という力をもっているのは天皇陛下だけではないか。それを東條さん本人が言うのならともかく、お前たちのようなわけのわからない兵隊が言うとは何事だ、下がれ！」と逆に言い返し、四方が「覚えておれ」とだけ言ってその場は立ち去ったという逸話がある。
実際には、岸は当時、高熱を発して寝込んでおり、寝巻きのまま玄関で四方に対座したものの、四方の非難に対し「日本において右向け右、左向け左という力をもっているのは天皇陛下だけではないのか」と反論した以外は、ほぼ沈黙を貫き通したとされる。四方の来訪は単なる脅迫目的ではなく、東條の意を受けて岸に大臣を辞任させるためであり、岸もうかつなことを言うわけにはいかなかった。また治安の責任者であるにもかかわらず、大谷句仏の毒殺を公言するような四方と事を構えるのは非常に危険であったからである。両者は満州在任時からの知己であり、岸は四方の性格を十分に知り尽くしていた。

## 栄典
外国勲章佩用允許
- 1941年（昭和16年）12月9日 - 満州帝国：建国神廟創建記念章[9]